# Theobald de Verdon, 1. Baron Verdon
Theobald de Verdon, 1. Baron Verdon (auch Theobald de Verdun) (* um 1248; † 24. August 1309 in Alton Castle) war ein anglo-irischer Adliger.

## Herkunft
Theobald de Verdon war der jüngste Sohn von Sir John de Verdon und von dessen Frau Margaret, einer Tochter von Gilbert de Lacy, Lord of Meath. Seine beiden älteren Brüder Nicholas und John fielen 1271 zusammen mit Walter de Burgh, 1. Earl of Ulster im Kampf gegen den irischen König von Connaught. Daraufhin wurde Theobald zum Erben seines Vaters. Während sein Vater sich um die Verwaltung der irischen Besitzungen kümmerte, übernahm Theobald die Verwaltung der englischen Ländereien. Nach dem Tod seines Vaters 1274 erbte Theobald neben Besitzungen in Irland umfangreiche Ländereien in Buckinghamshire, Leicestershire, Wiltshire, Warwickshire und Staffordshire, deren Mittelpunkt Alton Castle in Staffordshire war. Über seine Mutter, eine Enkelin von Walter de Lacy, Lord of Meath († 1241) erbte er weitere Besitzungen in Irland sowie die Herrschaften Weobley in Herefordshire sowie Ewyas Lacy in Shropshire, womit er zu den Marcher Lords zählte, die gewisse Privilegien gegenüber dem König hatten.

## Dienst für Eduard I.
Wie sein Vater war Theobald de Verdon zunächst ein loyaler Unterstützer von König Eduard I. Nach 1275 übernahm er zunächst die Verwaltung seiner irischen Besitzungen. 1277, 1282 und 1283 diente er in den Kriegen von Eduard I. zur Eroberung von Wales. Dabei hatte er 1282 die Aufgabe, Lebensmittel zur Versorgung der englischen Armee von Irland nach Wales zu bringen. Aufgrund seiner Dienste stand Verdon hoch in der Gunst des Königs. 1284 wurde Nicholas de Netterville, ein Ritter seines Haushalts in Irland, auf Verdons Bitte vom Dienst für den König befreit. Dazu gewährte Eduard I. ihm weitere Privilegien, darunter Marktrechte für mehrere seiner irischen Güter. 1275 wurde Verdon erstmals ins Parlament berufen, danach wieder 1283, als das Parlament über den walisischen Rebellen Dafydd ap Gruffydd urteilte. 1290 und ab 1295 nahm regelmäßig an den Parlamenten teil, weshalb er als Baron Verdon galt. 1291 bewilligten er während eines Parliaments of Ireland zusammen mit anderen irischen Baronen dem König eine Steuer auf den fünfzehnten Teil ihrer beweglichen Besitzungen.

## Zunehmender Konflikt mit dem König um die irischen Besitzungen
Trotz seines langen loyalen Dienstes für Eduard I. verschlechterte sich Verdons Verhältnis zum König zusehends. Die Schwierigkeiten begannen in England, wo einst der Vater von Eduard I., Heinrich III. Meath, die Herrschaft von Walter de Lacy beschlagnahmt hatte. Den Großteil des Besitzes erhielt der Thronfolger Lord Eduard, doch einen Teil der Besitzungen erhielten de Lacys Miteigentümer Geoffrey de Geneville und John de Verdon, der Vater von Theobald zurück. Dabei erhielt jedoch Geneville größere Besitzungen als John de Verdon. Eine 1266 durchgeführte Überprüfung ergab, dass Lord Eduard mindestens 400 Mark jährliche Einkünfte verlieren würde, wenn die Verteilung der Besitzungen angepasst und wenn Verdon den gleichen Anteil erhalten würde, wie ihn Geneville erhalten hatte. 1279 beschwerte sich Theobald de Verdon über diese ungerechte Verteilung. Trotz einer erneuten Überprüfung veränderte Eduard, der inzwischen König geworden war, nicht die Verteilung, sondern beschlagnahmte zeitweilig den gesamten Anteil von Verdon an der Herrschaft Meath.

## Weitere Konflikte
Walter und Hugh de Lacy, zwei Verwandte seines Großvaters mütterlicherseits, bestritten zudem den Anspruch von Verdon auf Meath. Darin wurden sie von Richard Og de Burgh, 2. Earl of Ulster unterstützt. Dies führte zu zahlreichen Fehden unter den anglo-irischen Baronen, und noch 1306 wurde Verdon in Athlone Castle belagert.
Etwa ab Ende der 1270er Jahre wurde Verdon in einen langwierigen Konflikt mit Llanthony Priory in Gloucestershire verwickelt, die ein Stück Land von ihm gepachtet hatte. Verdon bestellte den Prior zu sich, um die Pacht zu verlängern. Als der Prior nicht erschien, ließ Verdon Vieh und anderen Besitz des Priors beschlagnahmen und verweigerte die Rückgabe. Daraufhin klagte der Prior ihn nicht nur des Diebstahls, sondern auch wegen Raub und Totschlag an. Der König bat Verdon, den Prior nicht zu reizen. Als der Sheriff von Herefordshire zu Verdons Hof nach Ewyas Lacy kam, um den Fall zu untersuchen, wurde er von Verdons Verwalter und einer aufgebrachten Menge von angeblich 600 bewaffneten Walisern angegriffen. Ähnliche Beschwerden brachte der Abt von Combe 1290 gegen Verdon vor.

## Zuspitzung des Konflikts mit dem König
Zusätzlich wurde Verdon ab 1291 in den Konflikt zwischen dem Earl of Gloucester und dem Earl of Hereford hineingezogen wurde. Zusammen mit anderen Marcher Lords wurde Verdon im Januar 1291 aufgefordert, vor Gericht über den Konflikt auszusagen. Erst nach längerem Zögern erschien Verdon im März und verweigerte wie die anderen Marcher Lords die Aussage. Als Begründung gab er an, dass der Prozess die Rechte der Marcher Lords und die Bräuche der Welsh Marches verletzen würde. Entsprechend verbot er seinem Gefolge und seinen Vasallen, dem Gericht als Geschworene zu dienen. Der König ließ darauf wegen Ungehorsams und um ihn zur Aussage im Streit mit Llanthony zu zwingen, kurzzeitig seine Besitzungen beschlagnahmen. Nachdem er seine Güter wenig später zurückerhalten hatte, erschien Verdon im Oktober 1291 in Abergavenny vor dem König. Gleichzeitig wurden dort auch die Earls of Gloucester und Hereford vor dem königlichen Rat angeklagt, und wie diese wurde er für schuldig befunden. Im Januar 1292 sollte Verdon vor dem Parlament erscheinen, wo das Urteil verkündet werden sollte.
Das Urteil fiel zunächst streng aus. Verdon wurde zu einer Kerkerstrafe verurteilt und sollte auf ewig seine Herrschaft Ewyas Lacy verlieren. Doch schon bald milderte der König das Urteil aufgrund der Verdienste, die Verdon und seine Vorfahren für die Krone geleistet hatten, ab. Nach seinem Tod sollte Ewyas Lacy wieder an Verdons Erben fallen, und anstatt der Kerkerhaft sollte Verdon eine Strafe von 500 Mark zahlen. Am 19. Februar 1292 übernahmen königliche Beauftragte die Verwaltung von Ewyas Lacy, doch bereits im Juni des Jahres erhielt Verdon die Herrschaft zurück. Obwohl er nun bereits einmal verurteilt war, setzte Verdon die Streitigkeiten mit seinen Nachbarn fort. 1299 beschwerte sich der Prior von Llantony erneut, dass Verdon Gefolgsleute des Priorats belästigen würde. Sir John Hastings beschwerte sich 1301 ähnlich über Verdon, worauf der König Verdon ernst verwarnte.

## Letzte Jahre und Tod
Anscheinend war Verdon bereits in den 1290er Jahren gesundheitlich angeschlagen. 1295 wurde er ins Parlament berufen und sollte in Irland Soldaten für den Krieg mit Schottland rekrutieren. Im selben Jahr übergab er Teile seiner Besitzungen an seinen ältesten Sohn John. Dafür hatte er allerdings nicht die Erlaubnis des Königs eingeholt, weshalb er eine Strafe zahlen musste. 1297 entschuldigte er seine Nichtteilnahme am Feldzug in die Gascogne mit seiner Gebrechlichkeit. Bis 1298 blieb er in Irland, und 1299 wurde seine Nichtteilnahme am Feldzug von 1299 gegen Schottland entschuldigt. Im März 1300 wurde er von gegen die englische Herrschaft rebellierenden Iren in Castle Roche belagert. 1301 nahm er am Parlament in Lincoln teil. Von 1301 bis zu seinem Tod wurde er noch mehrfach zum Kriegsdienst aufgefordert, doch durfte er seiner Stelle seinen Sohn Theobald entsenden. Nach seinem Tod wurde er 13. Oktober 1309 in einem aufwändigen Begräbnis neben seinen Vorfahren in Croxden Abbey beigesetzt.

## Heirat und Nachkommen
Verdon hatte Margary de Bohun, eine Tochter von Humphrey V. de Bohun geheiratet, die Grundbesitz bei Bisley in Gloucestershire mit in die Ehe brachte. Mit ihr hatte er mehrere Kinder, darunter:
- John de Verdon († 1297);
- Theobald de Verdon, 2. Baron Verdon;
- Robert de Verdon;
- Nicholas de Verdon;
- Michael de Verdon.

Da sein ältester Sohn John bereits 1297 in Irland gestorben war, wurde sein zweitältester Sohn Theobald sein Erbe.